# سمير عبدون
سمير عبدون ممثل جزائري ولد يوم 11 أغسطس 1976 بالجزائر العاصمة

## سيرة
ترعرع في حي باش جراح ويقطن حاليا بفرنسا. حاصل علي ليسانس في العلوم الاقتصادية اختصاص علوم ، بدأ مشوار عارض ازياء، اقتحم عالم التمثيل سنة 1994 اقترح  المخرج موسى حداد أول دور له في السينما في فيلم " ماد إن ". شارك في مسلسل"اللاعب" كأول دور له في التلفزيون .
من أشهر اعماله
مسلسل " الربيع الأسود، مسلسل ناس ملاح سيتي، مسلسل  شمس الحقيقة.
اعتزل الفن منذ 2011.

## أعماله

### أفلام
- 1999 ماد إن
- 2004: تحيا الجزائر
- 2004: الموت قبل الموت
- 2012: دموع الأمهات
- 2012: الحنينة
- 2016: الخرساء

### مسلسلات
- 2004: مسلسل الاعب
- 2005: مسلسل الربيع الأسود
- 2005: سيتكوم ناس ملاح سيتي 3
- 2006: مسلسل الامتحان الصعب
- 2012: مسلسل شمس الحقيقة
- 2015: مسلسل السفر في الخيال

### برامج
- 2004 - حصة صراحة راحة
- 2010 - كاميرا مخفية - واش داني
- A coeur ouvert - 2010
- 2015 - بعيدا عن السياسة
- 2016 - كاميرا مخفية - دار الخلايع
- 2017 - رانا هنا
- 2020 - سيتكوم المصعد